# Ellen Stewart
Ellen Stewart (* 7. November 1919; † 13. Januar 2011 in New York City, New York) war eine US-amerikanische Theaterregisseurin und Theaterproduzentin sowie die Gründerin des La MaMa Experimental Theatre Club. In den 1950ern arbeitete sie als Modedesignerin  bei Saks Fifth Avenue, Bergdorf Goodman, Lord & Taylor, und Henri Bendel.

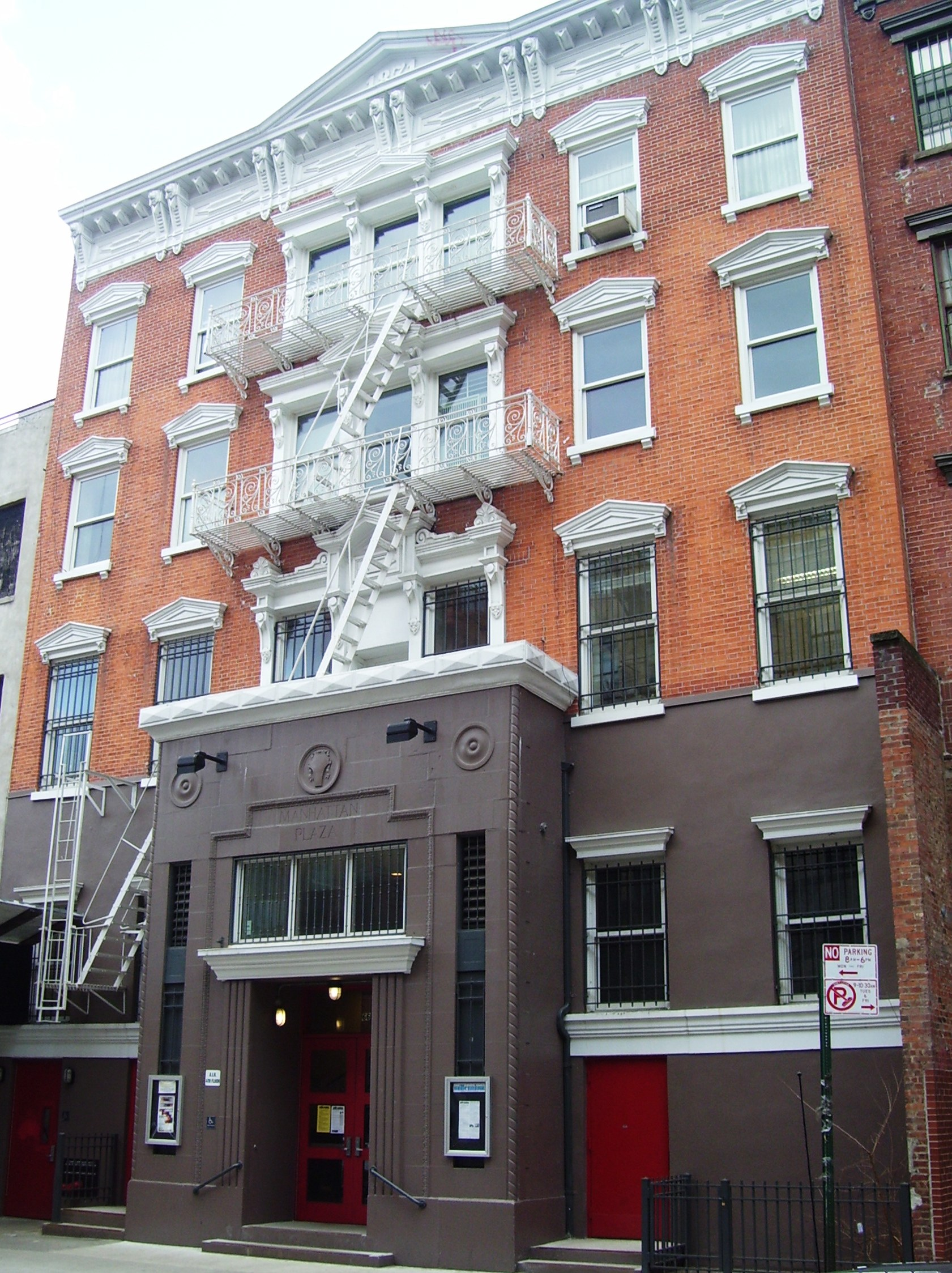
La MaMa Annex 66 East 4th Street

## Leben
Ellen Stewart wurde am 7. November 1919 entweder in Chicago, Illinois oder in Alexandria, Louisiana geboren. Diese Ungenauigkeit ist in der Zurückhaltung von Stewart, Einzelheiten ihres frühen Lebens preiszugeben, begründet. Eine Beobachterin schreibt hierüber: Ihre Geschichte ist einigermaßen schwierig zu erfassen – sie erfährt in der Tat eine legendarische Qualität – da sie an verschiedenen Anlässen verschiedene Versionen der gleichen Geschichten nennt. Stewart sagt, dass ihr Vater ein Schneider aus Louisiana war und ihre Mutter Lehrerin sowie dass sie sich noch während ihrer Jugend scheiden ließen.

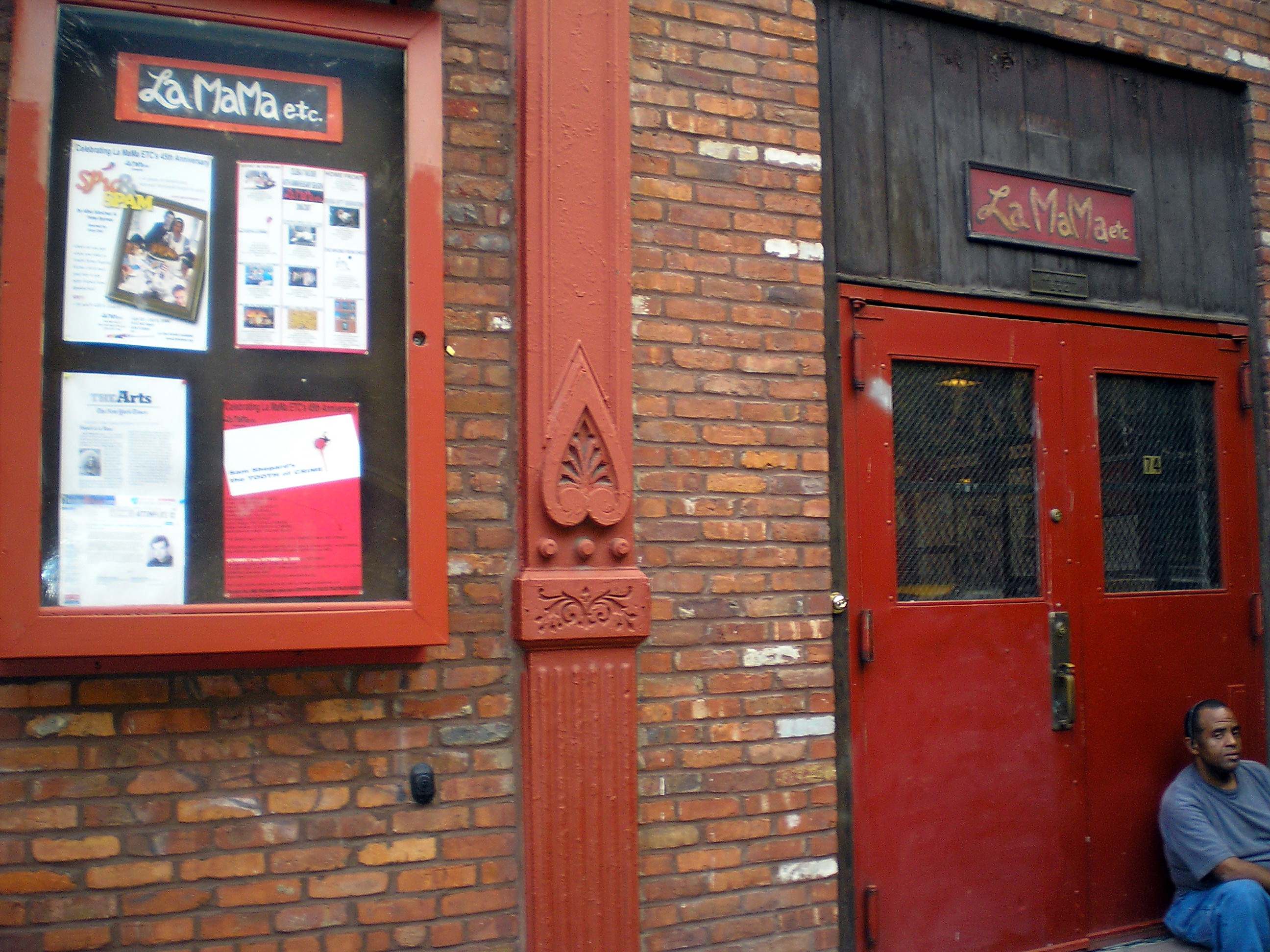
La Mama Theater by David Shankbone

Um 1939 wurde sie vielleicht die zweite Ehefrau von Larry Lebanus Hovell (* 10. August 1910, † Oktober 1963), einem Kellner in Chicago aus Alexandria, Louisiana; es ist aber nicht sicher, dass sie heirateten. Sie hatten ein Kind, einen Sohn: Larry Lebanus Hovell, II (* 23. November 1940; † 25. Oktober 1998).

## Karriere
Im Jahr 1950 zog Stewart nach New York City, wo sie als Änderungsschneiderin in der Abteilung für Büstenhalter und Korsetts bei Saks Fifth Avenue arbeitete und später als Schneiderin unter der Anleitung von Edith Lances, der Abteilungsleiterin der Abteilung des Warenhauses für maßgefertigte Korsetts. Stewart arbeitete in den 1960ern und 1970ern weiter als Modedesignerin, unter anderem für den Hersteller Victor Bijou, für den sie „sportliche Kleider und Überwürfe für den Strand“ designte.
1961 gründete Stewart mit Paul Foster und anderen das Café La MaMa, das eines der erfolgreichsten kleinen Off-Off-Broadway Theaterunternehmen wurde – der La MaMa Experimental Theatre Club. In den nächsten Dekaden wurde sie weltweit berühmt, schrieb und führte Regie bei einer großen Menge an Stücken, exklusiv auf Grundlage von Musik und Tanz, mit Künstlern aus aller Welt.
Im Jahr 1992 wurde Stewart in die American Theater Hall of Fame aufgenommen.
In 2007 wurde ihr das Praemium Imperiale in der Kategorie „Film/Theater“ und der Stanisław Ignacy Witkiewicz-Preis verliehen, der jährlich vom polnischen Institut des Internationalen Theaterinstituts für „herausragende Errungenschaften bei der Förderung von Polnischer Theaterkultur“ verliehen wird.
Im Jahr 2005 zeichnete Tom O’Horgan Stewart mit dem Stewardship Award der New York Innovative Theatre Awards aus. Sie erhielt diesen in Anerkennung ihrer maßgeblichen Beiträge zur Off-Off-Broadway Gemeinschaft.

## Tod
Ellen Stewart starb am 13. Januar 2011 im Alter von 91 Jahren. Sie litt schon länger an Herzbeschwerden und verstarb im Beth Israel Hospital in New York City nach langer Krankheit. Der Gedenkgottesdienst für sie fand am 17. Januar 2011 in der St. Patrick's Cathedral in New York statt.